# Delias anamesa
Delias anamesa é uma borboleta da família Pieridae. Foi descrita por Neville Henry Bennett em 1956. É endémica da província de Chimbu, na Papua-Nova Guiné.
A envergadura é de cerca de 68 a 80 milímetros.

## Taxonomia
Esta espécie é frequentemente considerada uma subespécie de Delias niepelti, mas recebeu status específico durante uma revisão completa do grupo niepelti.